# Sarbia catomelaena
Sarbia catomelaena is een vlinder uit de familie van de dikkopjes (Hesperiidae). De wetenschappelijke naam van de soort is voor het eerst geldig gepubliceerd in 1908 door Mabille & Boullet.